# Fjällsjön, Södermanland
Fjällsjön är en sjö i Nyköpings kommun i Södermanland och ingår i Svärtaåns huvudavrinningsområde. Sjön har en area på 0,116 kvadratkilometer och ligger 45,1 meter över havet. Sjön avvattnas av vattendraget Långsjöbäcken.

## Delavrinningsområde
Fjällsjön ingår i det delavrinningsområde (652798-157219) som SMHI kallar för Mynnar i Sundbysjön. Medelhöjden är 38 meter över havet och ytan är 42 kvadratkilometer. Det finns inga avrinningsområden uppströms utan avrinningsområdet är högsta punkten. Långsjöbäcken som avvattnar avrinningsområdet har biflödesordning 2, vilket innebär att vattnet flödar genom totalt 2 vattendrag innan det når havet efter 11 kilometer. Avrinningsområdet består mestadels av skog (50 procent), öppen mark (11 procent) och jordbruk (34 procent). Avrinningsområdet har 0,4 kvadratkilometer vattenytor vilket ger det en sjöprocent på 0,9 procent. Bebyggelsen i området täcker en yta av 0,35 kvadratkilometer eller 1 procent av avrinningsområdet.